# U-183
| U-183                      | U-183                                                                      | U-183                                                                      |
| -------------------------- | -------------------------------------------------------------------------- | -------------------------------------------------------------------------- |
|                            |                                                                            |                                                                            |
|                            |                                                                            |                                                                            |
|                            |                                                                            |                                                                            |
| Під прапором               | Третій рейх                                                                | Третій рейх                                                                |
| Спуск на воду              | 9 січня 1942 року                                                          | 9 січня 1942 року                                                          |
| Виведений зі складу флоту  | 23 квітня 1945 року                                                        | 23 квітня 1945 року                                                        |
| Сучасний статус            | затоплений                                                                 | затоплений                                                                 |
| Проєкт                     |                                                                            |                                                                            |
| Тип ПЧ                     | Дизельний підводний човен                                                  | Дизельний підводний човен                                                  |
| Основні характеристики     |                                                                            |                                                                            |
| Швидкість (надводна)       | 19 вузлів                                                                  | 19 вузлів                                                                  |
| Швидкість (підводна)       | 7,3 вузла                                                                  | 7,3 вузла                                                                  |
| Гранична глибина занурення | 230 м                                                                      | 230 м                                                                      |
| Екіпаж                     | 48 особи                                                                   | 48 особи                                                                   |
| Розміри                    |                                                                            |                                                                            |
| Довжина найбільша (по КВЛ) | 76,8 м                                                                     | 76,8 м                                                                     |
| Ширина корпусу найб.       | 6,9 м                                                                      | 6,9 м                                                                      |
| Висота                     | 9,6 м                                                                      | 9,6 м                                                                      |
| Середня осадка (по КВЛ)    | 4,7 м                                                                      | 4,7 м                                                                      |
| Водотоннажність надводна   | 1144 т                                                                     | 1144 т                                                                     |
| Озброєння                  |                                                                            |                                                                            |
| Артилерія                  | 1 × 88-мм палубна гармата SK C/32                                          | 1 × 88-мм палубна гармата SK C/32                                          |
| Торпедно- мінне озброєння  | 4 носових і два кормових ТА. 22 торпеди або 44 міни TMA чи 66 TMB          | 4 носових і два кормових ТА. 22 торпеди або 44 міни TMA чи 66 TMB          |
| ППО                        | 1 × 37-мм зенітна гармата SKC/30 2 (1 × 2) × 20-мм зенітні гармати FlaK 30 | 1 × 37-мм зенітна гармата SKC/30 2 (1 × 2) × 20-мм зенітні гармати FlaK 30 |

U-183 — німецький підводний човен типу IXC/40, часів Другої світової війни.
Замовлення на будівництво човна було віддане 15 серпня 1940 року. Човен був закладений на верфі «AG Weser» у Бремені 28 травня 1941 року під заводським номером 1023, спущений на воду 9 січня 1942 року, 1 квітня 1942 року увійшов до складу 4-ї флотилії. За час служби також входив до складу 2-ї та 33-ї флотилій.
За час служби човен зробив 6 бойових походів, в яких потопив 4 (загальна водотоннажність 19 260 брт) та пошкодив 1 (водотоннажністю 6993 брт) судно.
Потоплений 23 квітня 1945 року в Яванському морі північніше Сурабая (04°57′ пд. ш. 112°52′ сх. д. / 4.950° пд. ш. 112.867° сх. д.) торпедою американського підводного човна «Besugo». 54 члени екіпажу загинули, 1 врятований.

## Командири
- Капітан-лейтенант Генріх Шефер (1 квітня 1942 — 19 листопада 1943)
- Капітан-лейтенант Фріц Шневінд (20 листопада 1943 — 23 квітня 1945)

## Потоплені та пошкоджені кораблі[3]
| Назва           | Тип            | Належність      | Дата            | Тоннаж (БРТ) | Вантаж                                             | Статус     | Місце                                                       |
| Empire Dabchick | вантажне судно | Велика Британія | 3 грудня 1942   | 6 089        | Баласт                                             | потоплено  | 43°00′ пн. ш. 58°17′ зх. д. / 43.000° пн. ш. 58.283° зх. д. |
| Olancho         | танкер         | Гондурас        | 11 березня 1943 | 2 493        | 31 000 стволів бананів та червоне дерево на палубі | потоплено  | 22°08′ пн. ш. 85°14′ зх. д. / 22.133° пн. ш. 85.233° зх. д. |
| Palma           | вантажне судно | Велика Британія | 29 лютого 1944  | 5 419        | 700 т генеральних вантажів                         | потоплено  | 5°51′ пн. ш. 79°58′ зх. д. / 5.850° пн. ш. 79.967° зх. д.   |
| British Loyalty | танкер         | Велика Британія | 9 березня 1944  | 6 993        | 6 417 т мазуту та спирту                           | пошкождено | 00°41′ пд. ш. 73°11′ сх. д. / 0.683° пд. ш. 73.183° сх. д.  |
| Helen Moller    | вантажне судно | Велика Британія | 5 червня 1944   | 5 259        | Баласт                                             | потоплено  | 04°28′ пд. ш. 74°45′ сх. д. / 4.467° пд. ш. 74.750° сх. д.  |